# Incendio di Curraggia
L'incendio di Curraggia è stata una catastrofe avvenuta il 28 luglio 1983 sull'omonima collina situata a sud-ovest della città di Tempio Pausania e nei comuni limitrofi di Aggius e Bortigiadas.

## La vicenda
Le fiamme partirono dal mare, si fecero largo tra strade, boschi e arbusti in direzione di Tempio Pausania fino ad arrivare nelle campagne di Bortigiadas e di Aggius per poi propagarsi sulla collina di Curraggia, per un totale di oltre 18000 mila ettari di terreno andati in fumo.
Con l'allarme diffuso dal suono delle campane, si organizzarono rifornimenti sul luogo dell'incendio, cibi e bevande di conforto per gli operatori accorsi. Tra i volontari che si prestarono alla lotta contro le fiamme, pochi erano dotati di equipaggiamento adatto: alcuni di loro cercavano di domare le fiamme in ciabatte, vestiti con pantaloncini e maglietta.
Numerosi furono i soccorritori accorsi da tutta la Sardegna, uomini e mezzi del Corpo forestale dello Stato, dei vigili del fuoco e delle compagnie municipali antincendio.
Diversi di questi uomini, operatori e volontari, furono improvvisamente accerchiati dal fuoco che provocò 9 morti e 15 feriti. Tra le varie ipotesi sulle cause che scatenarono le fiamme, l'opera dei piromani è una certezza. Le concause furono le alte temperature estive di quei giorni e il vento che soffiava impetuoso.
All'epoca, in Sardegna, erano di stanza un basso numero di elicotteri antincendio e Canadair.
Il 24 luglio del 2007 il presidente della Repubblica Giorgio Napolitano ha conferito alla memoria la medaglia d’oro al valor civile alle 9 vittime di Curraggia.
Il 28 luglio 2007, anniversario della tragedia, la data dell'incendio è stata dichiarata Giornata europea di sensibilizzazione contro gli incendi boschivi, dalle regioni europee partner del Progetto Interreg III C OCR Incendi, in memoria di tutte le vittime cadute nella lotta al fuoco.
Il 28 luglio del 2009 la medaglia d’oro al valor civile è stata assegnata anche a sei dei feriti di Curraggia e il 28 luglio del 2011 la medaglia d’argento al valor civile è stata riconosciuta alla città di Tempio Pausania, accogliendo la richiesta formulata dall'ASS.FOR.ONLUS (Associazione dei forestali della Sardegna) al presidente della Repubblica nel luglio del 2010.
Il 28 luglio di ogni anno l'ASS.FOR.ONLUS, con il Comune di Tempio Pausania organizza manifestazioni per ricordare tutti i caduti nella lotta agli incendi.

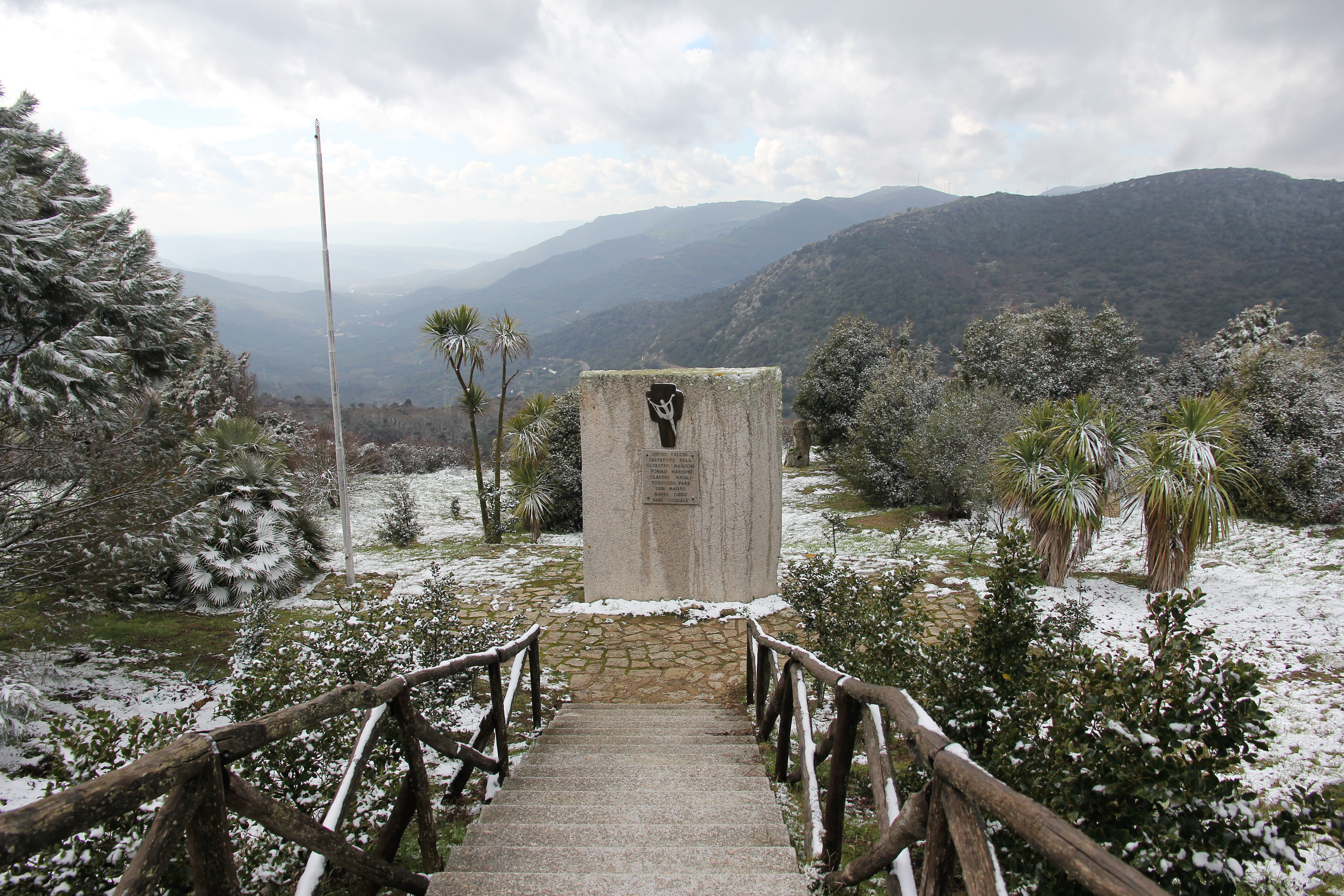
Monumento ai Caduti di Curraggia.

### Vittime
Insigniti della medaglia d'oro al valore civile il 28 luglio 2007:
- Diego Falchi, 43 anni, maresciallo del Corpo forestale;
- Tonuccio Fara, 36 anni, muratore;
- Mario Ghisu, 35 anni, operaio forestale;
- Luigi (Gigi) Maisto, 24 anni, operaio tessile;
- Silvestro Manconi, 44 anni, muratore;
- Tonino Manconi, 50 anni, ex segretario comunale di Aggius e Bortigiadas;
- Claudio Migali, 37 anni, vigile urbano;
- Salvatore Pala, 40 anni, maresciallo del Corpo forestale;
- Sebastiano (Nino) Visicale, 32 anni, impiegato.

### Feriti
Insigniti della medaglia d'oro al valore civile il 28 luglio 2009:
- Francesco Antonio Azara;
- Vanni Bisson;
- Antonello Forteleoni;
- Mario Marchesi;
- Gianni Mazza;
- Giuseppe Sotgiu.

## Memoria
A Salvatore Pala, è intitolato il parco comunale di Pattada.
A Claudio Migali, è intitolata la caserma dei vigili urbani di Tempio Pausania

## Galleria d'immagini

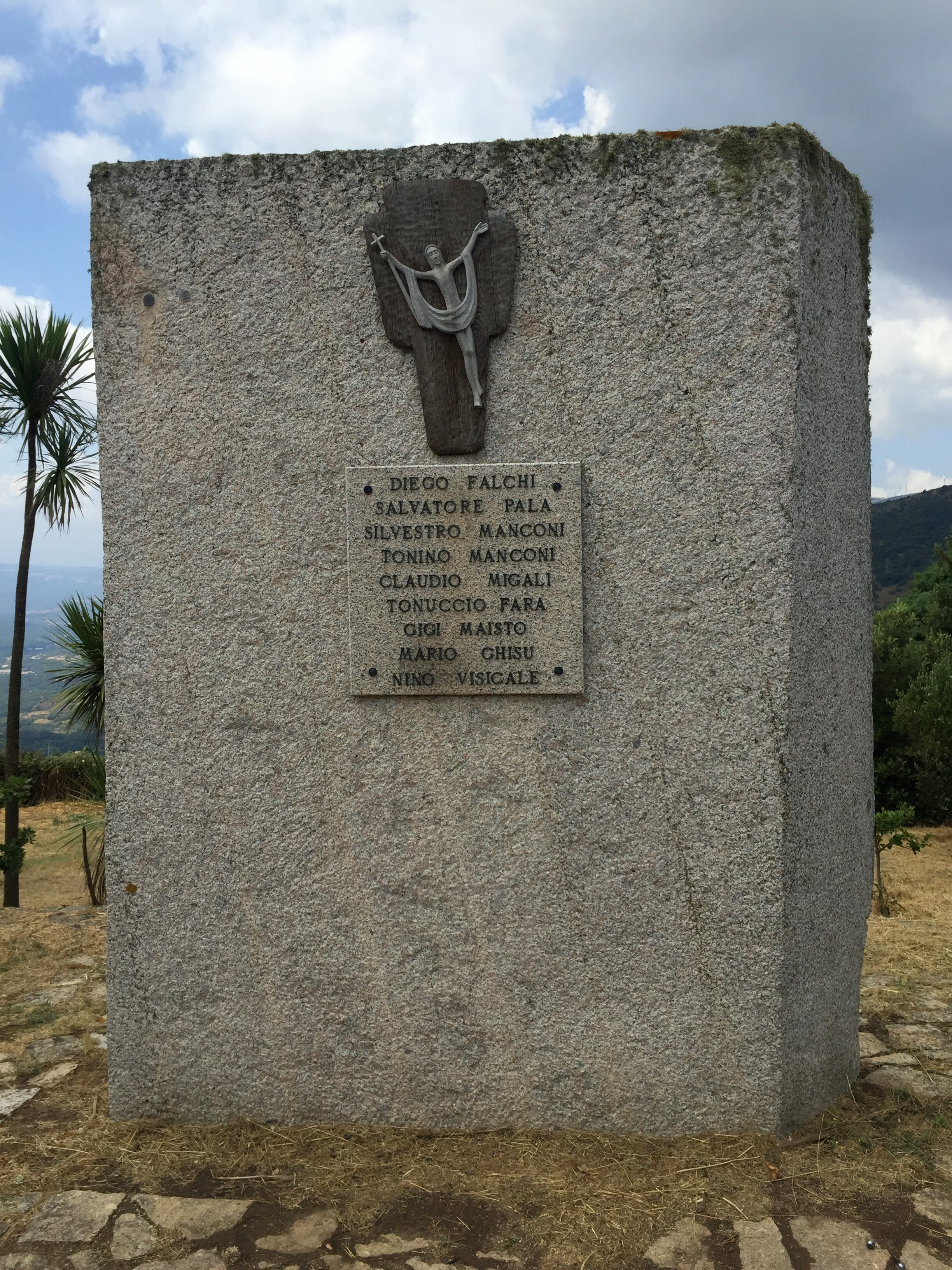
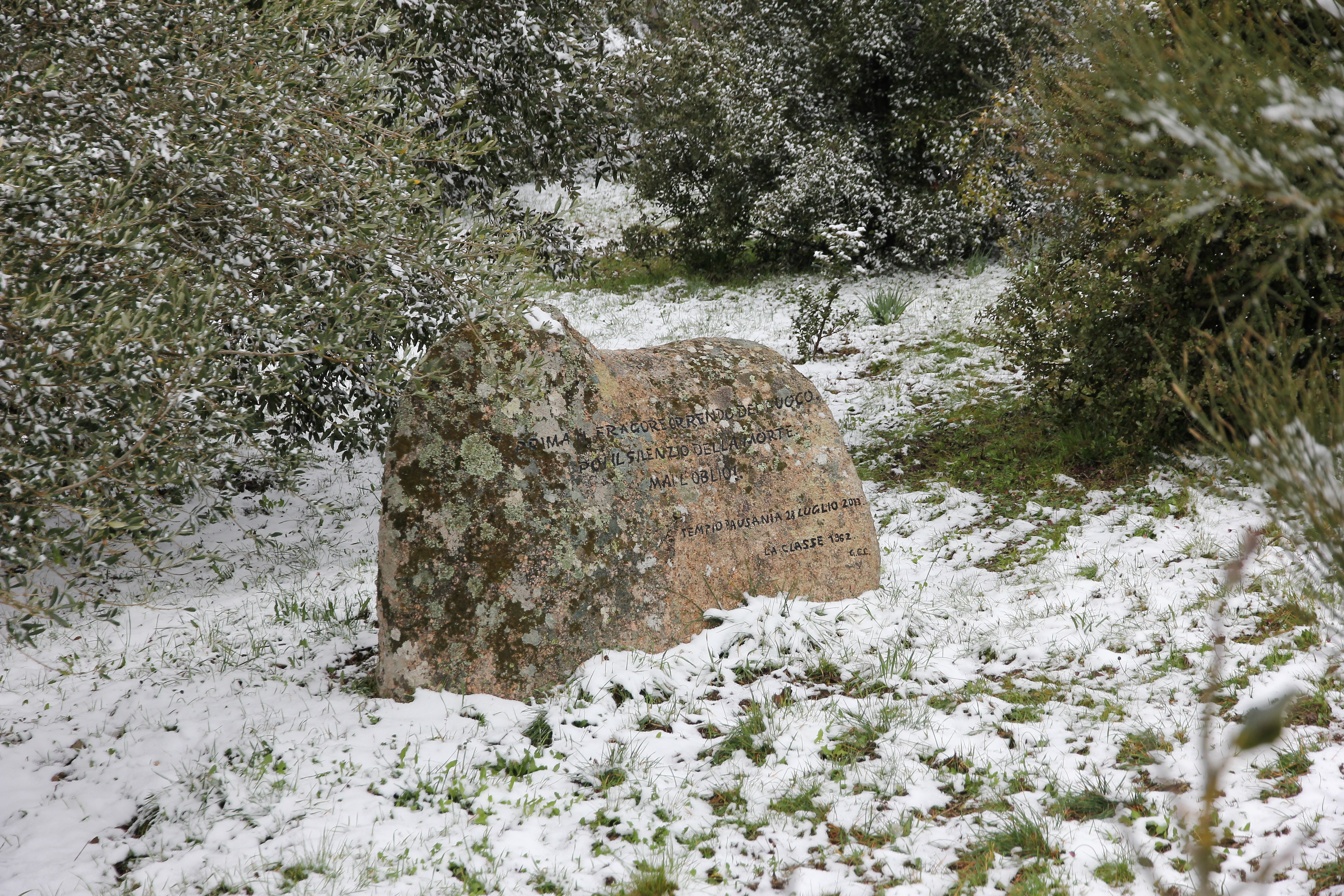
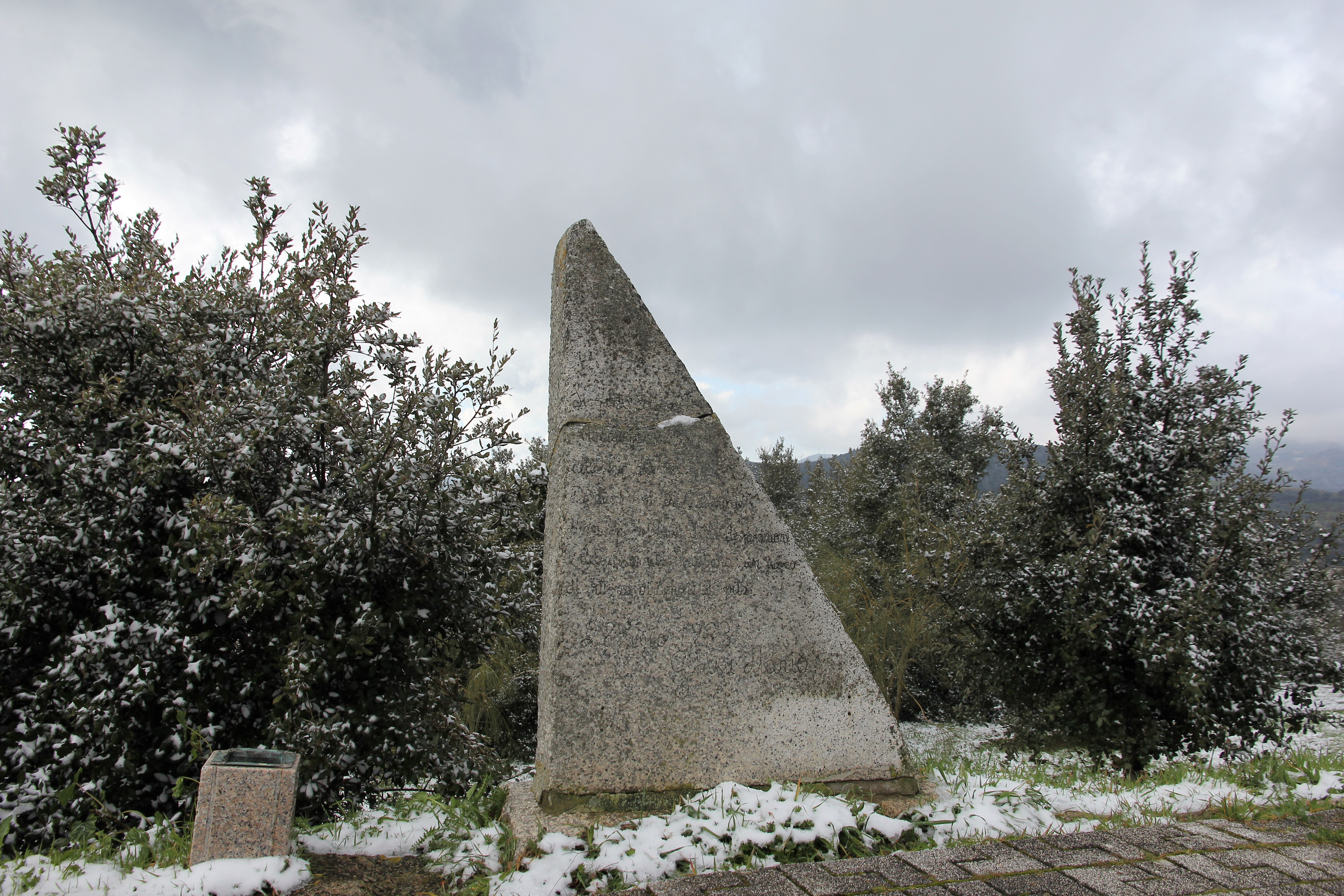
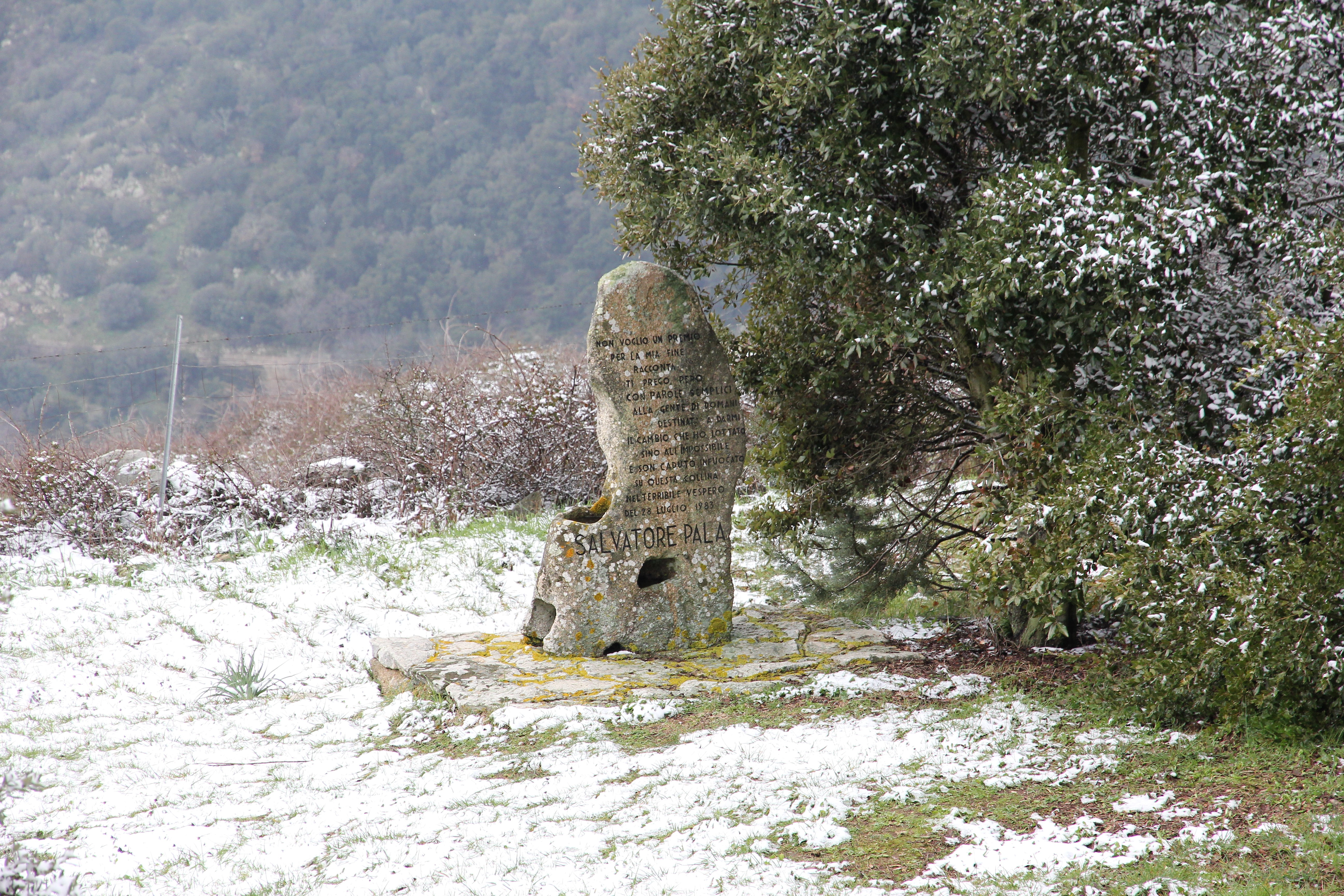